# قلعة زيد

شعار بلدية قلعة زيد.

قلعة زَيْد أو قاعة زيد (بالإسبانية: Calaceite)‏ مدينة وبلدية إسبانية بطرويل بمنطقة أرغون ذاتية الحكم.